# Jack Froggatt
John „Jack“ Froggatt (* 17. November 1922 in Sheffield; † 17. Februar 1993 in Worthing) war ein englischer Fußballspieler. Als Linksaußen, der vielseitig einsetzbar war und vor allem als Mittelläufer überzeugte, gewann er mit dem FC Portsmouth in den Jahren 1949 und 1950 zwei englische Meisterschaften in Serie. Danach errang er mit Leicester City zweimal den Zweitligatitel in den Jahren 1954 und 1957. Dazu absolvierte er dreizehn A-Länderspiele für England.

## Karriere

### FC Portsmouth (1946–1954)
Froggatt erlernte das Fußballspielen in seiner Heimatstadt Sheffield, in der sein Cousin zweiten Grades Redfern später für Sheffield Wednesday ebenso aktiv sein sollte, wie es schon sein Vater Frank gewesen war. Jack Froggatts Vater wiederum war Metzger und siedelte seinen Betrieb aus South Yorkshire ins südenglische Portsmouth um. Dort entdeckte der Talentscout des FC Portsmouth den Sprössling an einem Sonntagmorgen in den frühen Jahren des Zweiten Weltkriegs und lud ihn zu einem Probetraining ein. Bevor weitere Entscheidungen getroffen werden konnten, berief die Royal Air Force (RAF) Froggatt zum Kriegseinsatz ein. Er war dabei primär in Italien unterwegs, aber seine fußballerischen Darbietungen sprachen sich bei den englischen Profiklubs um, so dass sich Portsmouths Trainer Jack Tinn dazu entschloss, ihn zumindest mit einem unverbindlichen Amateurvertrag auszustatten. Froggatt war anfänglich als Mittelläufer eingesetzt worden, überzeugte Tinn aber erfolgreich, dass er lieber als Linksaußen auflaufen würde.
Auf der linken Außenbahn debütierte er am 15. September 1945 gegen den FC Southampton. Die englische Profiliga hatte noch nicht wieder ihren offiziellen Spielbetrieb aufgenommen, aber mit neun Toren in 21 inoffiziellen Partien stellte Froggatt, der noch als Funker für die RAF arbeitete, in diversen Offensivpositionen sein Können unter Beweis. In der ersten Nachkriegssaison 1946/47 absolvierte „Jolly Jack“ beim Erstligisten mit Ausnahme des Saisonauftakts sämtliche Ligapartien, wobei er zunächst als Mittelstürmer, danach auf der linken Außenbahn und nach kurzer Rückkehr ins Offensivzentrum für die zweite Hälfte der Saison als Rechtsaußen agierte. Als sich in der Spielzeit 1947/48 mit Peter Harris unter dem neuen Trainer Bob Jackson ein neuer Stammspieler als Rechtsaußen etablierte, wich Froggatt auf die linke Bahn aus. Er erzielte im September 1947 beim 6:0 gegen Sheffield United seinen ersten Hattrick und die „Flügelzange“ aus Harris und Froggatt galt fortan als wichtiger Faktor dafür, dass Portsmouth in den Jahren 1949 und 1950 zwei englische Meisterschaften in Serie gewann. Während Harris leichtfüßig und äußerst schnell war, erinnerte Froggatt von seinen Bewegungen mehr an einen Rugbyspieler. Unter Beweis stellten die beiden ihren Stellenwert bei zwei Gelegenheiten. Zunächst mühte sich Portsmouth im FA Cup im Februar 1949 gegen den Drittligisten Newport County mit einem Zwischenstand von 2:2 kurz vor Ende, bevor Harris von rechts nach innen zog und den heranstürmenden Froggatt fand, der wiederum mit einem Volleyschuss für die Entscheidung sorgte. Im zweiten Fall besiegte Portsmouth am 6. April 1949 den Verfolger Newcastle United auswärts mit 5:0 und fünf Kopfballtreffern, die sich Froggatt (3) und Harris (2) untereinander aufteilten. Zum Ende der ersten Meistersaison 1948/49 hatte Froggatt in 41 Spielen 15 Tore erzielt. Im anschließenden Jahr der Titelverteidigung gab er seinen Einstand in der englischen A-Nationalmannschaft zunächst mit eigenem Tor am 16. November 1949 beim 9:2 gegen Nordirland, dem ein Einsatz beim 2:0 gegen Italien zwei Wochen später folgte.
Im Januar 1951 half Froggatt bei einem 2:1-Sieg gegen Stoke City als Mittelläufer aus und er überzeugte dabei so sehr, dass er für knapp drei Jahre dort spielte, bevor er wieder auf die linke Außenbahn zurückkehrte. Während dieser Zeit bestritt er auf der zentralen Abwehrposition auch neun Länderspiele für England und am 5. April 1952 kam im Duell gegen Schottland die gesamte Läuferreihe des FC Portsmouth zum Einsatz – neben Froggatt war dies Jimmy Dickinson sowie auf schottischer Seite Jimmy Scoular. Im Jahr 1953 endete seine Nationalmannschaftskarriere mit zwei Begegnungen  als Linksaußen (von insgesamt 13 Länderspielen). In Portsmouth blieb er vielseitig einsetzbar und als sich im August 1953 Torwart Norman Uprichard verletzte, vertrat er auch diesen. Im folgenden Monat scheiterte ein Wechsel zum FC Arsenal nur knapp. Froggatt hatte sich mit Arsenals Trainer Tom Whittaker bereits auf einen Wechsel geeinigt, wollte allerdings noch sein Sportausrüstungsgeschäft in Portsmouth verkaufen und weiter bei dem Ex-Klub trainieren. Dies nahmen die Anhänger in Portsmouth mit Unmut auf und letztlich entschied sich Froggatt um und gegen einen Wechsel zu Arsenal. Als seine Formkurve im Dezember 1953 dann jedoch nach unten zeigte, verlor er seinen Stammplatz. Er bat im neuen Jahr 1954 um einen Vereinswechsel und kehrte im Februar noch einmal für fünf Spiele (davon drei im FA Cup) ins Team zurück, bevor er im März für eine Ablösesumme von 15.000 Pfund beim Zweitligisten Leicester City anheuerte.

### Leicester City (1954–1957)
Der Ausflug in die Second Division schien für Froggatt nur von kurzer Dauer zu sein, denn über die Zweitligameisterschaft kehrte er wenige Monate später in die englische Eliteklasse zurück. Im Jahr darauf folgte aber der umgehende Wiederabstieg, so dass er sich erneut im „Unterhaus“ wiederfand. An seiner zentralen Stellung im Team änderte dies jedoch wenig. Als Mannschaftskapitän arbeitete er stetig auf den verschiedensten Positionen zwischen Abwehr und Angriff an einer Rückkehr in die First Division auch im bereits fortgeschrittenen Fußballeralter. Zu seinen bekannten Stärken im Kopfballspiel zeigte er sich besonders versiert im Aufbauspiel und den damit verbundenen Pässen aus der Defensive. Letztlich glückte an der Seite von Arthur Rowley, Johnny Morris, Derek Hines und Derek Hogg in der Saison 1956/57 das Vorhaben. Nur wenige Monate später wechselte Froggatt im November 1957 in die Southern League zu Kettering Town, nachdem Leicester Ersatz für den mittlerweile 35-Jährigen in Person des von Birmingham City verpflichteten John Newman gefunden und den aufstrebenden Ian King in der Hinterhand hatte. Die Ablösesumme betrug 6.000 Pfund und mit dem Angebot stach der neue Klub den Wettbewerber Southend United aus.

### Kettering Town (1957–1963)
Kurz nach seiner Ankunft übernahm der Neuling im Januar 1958 die Aufgabe des Spielertrainers. Während seiner Amtszeit stieg seine Mannschaft zunächst in der Saison 1959/60 aus der höchsten Southern-League-Spielklasse ab, kehrte aber bereits ein Jahr später wieder in diese zurück. Daraufhin entschied er sich, die Trainerfunktion wieder aufzugeben und blieb zwischen September 1961 bis zu seinem Karriereende im Sommer 1963 aktiver Spieler.
Danach kehrte Froggatt nach Portsmouth zurück und betrieb dort einige Gaststätten in der Region. Er blieb bei seinem Ex-Klub ein gern gesehener Gast und war als Ehrengast geladen anlässlich eines Spiels des FC Portsmouth gegen Leicester City am 20. Februar 1993. Drei Tage zuvor war er jedoch nach kurzer Krankheit im Alter von 70 Jahren verstorben und beide Fanlager gedachten seiner vor dem Anpfiff mit einer Gedenkminute. 2011 nahm der FC Portsmouth ihn posthum in seine klubinterne Hall of Fame auf.

## Titel/Auszeichnungen
- Englischer Fußballmeister (2): 1949, 1950
- Charity Shield (1): 1949 (geteilt)